# Хијероним Волф
Хијероним Волф (13. август 1516 – 8. октобар 1580), био је немачки историчар и хуманиста, најпознатији по увођењу система римске историографије који је временом постао стандард у делима средњовековне грчке историје.

## Живот
Рођен је у Етингену у Баварској (Немачка) и био једно од деветоро деце. Његов отац, који је наводно био племенитог порекла, био је чиновник и доста сиромашан.
Хијероним је радио као писар, иако је био школован за адвоката. Повремено се школовао у Витенбергу и био импресиониран Меланхтоном и директно изложен лутеранском учењу. Наводно, штедео је новац од својих малих прихода да би купио латинско-грчки речник и учио грчки. Након што је савладао грчки, почео је да преводи Демостенове говоре на немачки језик. Његов превод је објављен 1549. од стране добро познате издавачке куће Опоринус, која је његово име начинила познатим породици Фугер из Аугзбурга. Волф је добио позицију секретара и библиотекара библиотеке Фугер 1551. године.
Ученик Филипа Меланхтона и Јоакима Камераријуса успео је да обезбеди посао секретара и библиотекара у новооснованој јавној библиотеци у Аугзбургу 1537. године, где је добио прилику да проучи и преведе многе античке и средњовековне грчке ауторе, чинећи их приступачним немачким академицима. Прославио се као учењак Исократа и објавио његово издање први пут у Паризу 1551. године. Библиотека се прославила својим садржајем, а посебно са 100 грчких рукописа који су пренети из Венеције.
Касније, под руководством Волфа и других, библиотека је постала истраживачки центар поштовања и квалитета широм Европе. 
Шест година касније, Волф је именован за првог упавника унивезитета Gelehrtenschule у клаустару Свете Ане Кармелит, која је касније постала позната као Гимназија Свете Ане. Тамо је основан протестантски факултет који је био сушта супротност језуитском факултету основаном мање-више у исто време.
Међутим, Волф је током целог живота био бунтовник. Никада се није оженио. Интелектуално надарен и славан као учитељ био је веома егоцентричан и асоцијалан. Следствено, изванредан факултет који је довео на Свету Ану је често био препуштен самом себи и морао да ради самостално. Умро је у 64. години. Његова идеја је довела до запошљавања два изванредна моћника Georg Henicsch и Simon Fabricius. Иницијатива да се успостави едукативна установа отворена за одрасле је била идеја протестантског учења. Гимназији су додали протестантски факултет 1580. године. Убрзо је факултет наишао на потешкоће због пребрзог раста контрареформације.

## Публикације
Хијероним је наставио да ради у аугзбуршкој библиотеци, али је његов животни рад био изван традиције хуманизма. До његовог времена, није прављена разлика између античких и средњовековних грчких дела, и заиста је средњовековна била у сенци интересовања према ауторима класицизма. Уместо тога, интерес је био подстакнут из другог смера - откривање и објашњавање историје која је Османлијама допринела освајање већег дела Источне Европе, које је Волф доживео током опсаде Беча. Он се првенствено фокусирао на грчку историју, а своје дело објавио 1557. под називом Corpus Historiae Byzantinae, која је пре била збирка византијских извора него свеобухватна историја. Ипак, утицај његовог рада, који је је трајао дуго, био је огроман, јер би поставио темеље за будуће средњовековне грчке историје. Референца         "Byzantinae" се распрострла међу учитељима Западне Европе и заменила назив римско у Источном римском царству са називом Византија да означи средњовековну литературу на грчком језику из Источног римског царства. Ова измена одржава заваду између истока и запада за титулу цара Рима, која је започела када је Константин Велики пребацио престоницу на Босфор.
У 17. веку, Луј XIV, затражио је да се сакупе сва римска дела и позвао неколико угледних научника из целог света да учествују у овом настојању. Хијеронимов Corpus би се користио за надоградњу. Резултат је био обиман Corpus Historiae Byzantinae у 34 издања, са паралелним грчким текстом и латинским преводом. Ово издање је популаризовало израз „Византијско царство“ (које то царство никада није користило за време свог постојања) и успоставило га у историјским студијама.